# Crotalaria grevei
Crotalaria grevei är en ärtväxtart som beskrevs av Emmanuel Drake del Castillo. Crotalaria grevei ingår i släktet sunnhampor, och familjen ärtväxter. Inga underarter finns listade i Catalogue of Life.